# Lycodonus mirabilis
Lycodonus mirabilis es una especie de pez de la familia Zoarcidae en el orden de los perciformes.

## Morfología
El macho puede llegar alcanzar los 302 mm de longitud total.

## Alimentación
Come almejas, gusanos y Cumacea.

## Hábitat
Es un pez de mar y de aguas profundas que vive entre 800- 2.394 m de profundidad.

## Distribución geográfica
Se encuentra en el Atlántico noroccidental: desde la Bahía de Baffin hasta (Carolina del Norte, Estados Unidos ).

## Costumbres
Es de costumbres bentónicos.

## Observaciones
Es inofensivo para los humanos. 